# St.Mary's Advanced Dressing Station Cemetery
Le St.Mary's Advanced Dressing Station Cemetery est un cimetière de la Première Guerre mondiale situé à Haisnes dans le département français du Pas-de-Calais.

## Sépultures
En 2015 seules 200 victimes de guerre sont identifiées parmi les 1809 soldats reposant en ce cimetière dont 1709 Britanniques. Chaque tombe de soldat inconnu porte la mention Know unto God (« connu de Dieu seul »).
| Pays        | Sépultures |
| ----------- | ---------- |
| Royaume-Uni | 1 791      |
| Canada      | 19         |
| Total       | 1 810      |

## Personnalités

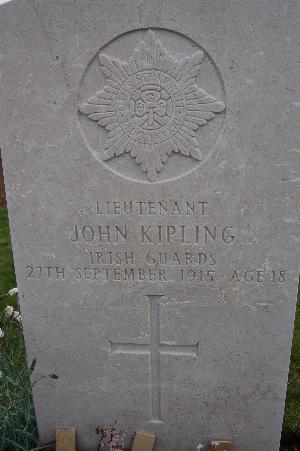

- John Kipling tombe 2, lopin 7, rangée D, fils unique de Rudyard Kipling. Le lieutenant John Kipling est mort à dix-huit ans à la bataille de Loos-en-Gohelle en 1915, engagé dans les Irish Guards pour ne pas décevoir son père militariste. Rudyard Kipling rechercha son fils jusqu'en 1936 sans succès. C'est seulement en 1991, à partir de recoupements de documents administratifs, que la tombe de John Kipling est identifiée[1]
- Henry Harrison, grand-père du membre des Beatles George Harrison[1].

## Pour approfondir